# 蝶恋花
蝶恋花，词牌名，唐教坊曲名，取自梁简文帝萧纲東飛伯勞歌诗句“翻阶蛱蝶恋花情”中的三个字。 又名《黄金缕》、《鹊踏枝》、《凤栖梧》、《卷珠帘》、《一箩金》、《江如练》、《西笑吟》、《明月生南浦》、《转调蝶恋花》、《鱼水同欢》等。《乐章集》、《张子野词》并入“小石调”，《清真集》入“商调”。赵令畤有《商调蝶恋花》，联章作《鼓子词》，咏《会真记》事。其词牌始于宋。双调，六十字，上下片各四仄韵。
双调六十字，前后阕各四仄韵，一韵到底。

## 词牌格式
仄仄
平平平仄仄。

仄仄平平，
仄仄平平仄。

仄仄
平平平仄仄，
平平
仄仄平平仄。
仄仄
平平平仄仄。

仄仄平平，
仄仄平平仄。

仄仄
平平平仄仄，

平平
仄仄平平仄。

## 例词
歐陽脩
庭院深深深幾許？楊柳堆煙，簾幕無重數。玉勒雕鞍游冶處，樓高不見章臺路。
雨橫風狂三月暮，門掩黃昏，無計留春住。淚眼問花花不語，亂紅飛過鞦韆去。
苏轼
花褪残红青杏小。燕子飞时，绿水人家绕。枝上柳绵吹又少，天涯何处无芳草。
墙里秋千墙外道。墙外行人，墙里佳人笑。笑渐不闻声渐悄，多情却被无情恼。
周邦彥
月皎驚烏棲不定，更漏將闌，轣轆牽金井。喚起兩眸清炯炯，淚花落枕紅綿冷。
執手霜風吹鬢影，去意徊徨，別語愁難聽。樓上闌干橫斗柄，露寒人遠雞相應。
李清照
淚濕羅衣脂粉滿，四疊陽關，唱到千千遍。人道山長山又斷，瀟瀟微雨聞孤館。
惜別傷離方寸亂，忘了臨行，酒盞深和淺。好把音書憑過雁，東萊不似蓬萊遠。
晏殊
槛菊愁烟兰泣露，罗幕轻寒，燕子双飞去。明月不谙离恨苦，斜光到晓穿朱户。
昨夜西风凋碧树，独上高楼，望尽天涯路。欲寄彩笺兼尺素，山长水阔知何处？
柳永
佇倚危樓風細細，望極春愁，黯黯生天際。草色煙光殘照裏，無言誰會憑闌意。 　
擬把疏狂圖一醉。對酒當歌，強樂還無味。衣帶漸寬終不悔，為伊消得人憔悴。 
王诜
小雨初晴回晚照。金翠楼台，倒影芙蓉沼。杨柳垂垂风袅袅，嫩荷无数青钿小。
似此园林无限好。流落归来，到了心情少。坐到黄昏人悄悄，更应添得朱颜老。
纳兰性德
辛苦最怜天上月。一昔如环，昔昔都成玦。若似月轮终皎洁，不辞冰雪为卿热。
无那尘缘容易绝。燕子依然，软踏帘钩说。唱罢秋坟愁未歇，春丛认取双栖蝶。
纳兰性德
今古河山无定据。画角声中，牧马频来去。满目荒凉谁可语？西风吹老丹枫树。
从前幽怨应无数，铁马金戈，青冢黄昏路。一往情深深几许，深山夕照深秋雨。
王国维
阅尽天涯离别苦， 不道归来，零落花如许。花底相看无一语， 绿窗春与天俱暮。
待把相思灯下诉， 一缕新欢，旧恨千千缕。最是人间留不住， 朱颜辞镜花辞树。
康有为
记得珠帘初卷处，人倚阑干，被酒刚微醉。翠叶飘零秋自语，晓风吹坠横塘路。
词客看花心意苦，坠粉零香，果是谁相误。三十六陂飞细雨，明朝颜色难如故。
毛澤東
（參見：蝶戀花·答李淑一）

## 詞牌軼事
詞牌蝶戀花全闋上下皆為“一仄韵”，因而該詞牌皆為用於抒發惆悵或悲傷的情緒。例如蘇軾創作的《蝶戀花·春景》，描述了對春景流逝的傷感。